# Dimas Delgado
Dimas Delgado Morgado (Santa Coloma de Gramenet, 6 febbraio 1983) è un allenatore di calcio ed ex calciatore spagnolo, di ruolo centrocampista.

## Palmarès

### Club

#### Competizioni nazionali
- Indian Super League: 1

Bengaluru: 2018-2019
- Hero Super Cup: 1

Bengaluru: 2018